# Bavšica
Bavšica falu, szórványtelepülés Szlovéniában, a Goriška statisztikai régióban Bovec község területén. A falu a Bavšica Grintovec-hegy (szlovénül: Bavški Grintavec) gleccser vájta cirkuszvölgyében fekszik a Júliai-Alpokban. A völgyben található a Bavšica Hiking Training Center (szlovénül: Planinsko učno središče Bavšica), mely a Szlovén Alpesi Szövetség legfőbb oktatási központja.

## Nevének eredete
Bavšica neve első írásos formában 1763-1787 közt merül fel  Bauschiza névalakban. A falu neve a szlovén balha főnév változata, melynek jelentése angol nyelven matgrass jelentéssel bír, mely a környező növényzetre utal. Egy kevésbé valószínű eredete a falu nevének a *balh, azaz magyarul fehéres, sápadt szóból ered.

## Fordítás
- Ez a szócikk részben vagy egészben  a   Bavšica című angol Wikipédia-szócikk ezen változatának fordításán alapul.  Az eredeti cikk szerkesztőit annak laptörténete sorolja fel. Ez a jelzés csupán a megfogalmazás eredetét és a szerzői jogokat jelzi, nem szolgál a cikkben szereplő információk forrásmegjelöléseként.